# Lampertheim, Bas-Rhin
Lampertheim är en kommun i departementet Bas-Rhin i regionen Grand Est (tidigare regionen Alsace) i nordöstra Frankrike. Kommunen ligger i kantonen Mundolsheim som tillhör arrondissementet Strasbourg-Campagne. År 2022 hade Lampertheim 3 475 invånare.

## Befolkningsutveckling
Antalet invånare i kommunen Lampertheim
| Referens: INSEE |